# Mike Lünsmann
Mike Lünsmann (* 23. November 1969 in Berlin) ist ein ehemaliger deutscher Fußballspieler und aktueller -trainer.

## Spielerkarriere
Lünsmann debütierte bereits mit 18 Jahren 1988 in der 2. Bundesliga bei Hertha BSC. Spätestens in seiner zweiten Profi-Saison hatte er einen Stammplatz inne und stieg mit Berlin in die Bundesliga auf. In der Spielzeit 1990/91, die seine einzige in der Bundesliga bleiben sollte, konnte er 28 Einsätze (drei Tore) verbuchen. Danach kam er noch weitere fünf Jahre in der 2. Bundesliga für Hertha zum Einsatz und wurde so zum Rekordspieler der Berliner in der 2. Liga.
Nachdem ihm die Berliner 1996 keinen neuen Vertrag mehr anboten wechselte er in die Regionalliga West/Südwest zu LR Ahlen. Dort fühlte er sich allerdings nicht wohl (LR Ahlen sei ein „unattraktiver Arbeitsplatz“) und ging nach einer Saison wieder in den Osten Deutschlands, zum FC Sachsen Leipzig. Hier fand er wieder zu alter Form und schoss in der Hinrunde 1997/98 in der Regionalliga Nordost 15 Tore in 17 Spielen, worauf er noch in der Winterpause zum Konkurrenten Tennis Borussia Berlin wechselte. In Berlin lief es wieder weniger gut für den 1,84 m großen Stürmer: Er erzielte nur sechs Tore in zweieinhalb Jahren und fiel zudem wegen einer Verletzung im Adduktorenbereich fast die komplette Saison 1999/00 aus. So war seine Einwechslung am 10. April 2000 gegen den VfL Bochum das erste Ligaspiel für Lünsmann seit einem Dreivierteljahr. Nach der Saison ging er wieder zurück zum FC Sachsen Leipzig in die Regionalliga Nord.
Zur Saison 2001/02 wechselte er zum Berliner AK 07 in die Oberliga und bereits im Winter war der damalige Verbandsligist SV Yeşilyurt Berlin seine nächste Station nach zwölf Toren in 15 Spielen in der Hinrunde. Hier gelangen ihm in der Rückrunde gar 16 Tore in 18 Spielen. 2002/03 konnte er mit seinem Klub den Aufstieg in die Oberliga verbuchen. In der darauffolgenden Saison kam Lünsmann allerdings nur einmal zum Einsatz und wechselte danach in die Betriebssport-Oberliga. 2006 ging er in die Landesliga zum SC Gatow. Zur Saison 2007/08 wechselte er zum SC Charlottenburg in die Verbandsliga.
Neben seiner Tätigkeit als Trainer spielte Lünsmann dann ab der Rückrunde Saison 2008/09 im Senioren-Bereich (Ü32) des SC Charlottenburg, verhalf dort zum Aufstieg als Torschützenkönig in die Landesliga 2009/10, wo er noch in die Hinrunde
09/10 spielte.
Seit Saisonbeginn 2010/11 spielt Lünsmann im Altherren-Bereich von Hertha BSC, nebenher spielt er weiterhin in der höchsten Spielklasse der Betriebssportliga-Berlin, hier für die Firma Gillette und ist mit diesem Team mehrfach Berliner Meister geworden.

## Trainerkarriere
Nach dem Ende seiner Spielerkarriere wurde Lünsmann Trainer im Jugendbereich. Ab 2007 betreute er die F und die E-Jugend des LFC Berlin, seit 2016 ist er im Jugendbereich von Hertha BSC tätig.

## Statistik
| Liga          | Spiele (Tore) |
| ------------- | ------------- |
| 1. Bundesliga | 028 0(3)      |
| 2. Bundesliga | 210 (43)      |
| Wettbewerb    |               |
| DFB-Pokal     | 07 0(1)       |

Hinzu kommen Einsätze in der Regionalliga, Oberliga, Verbandsliga und Landesliga.